# Späck

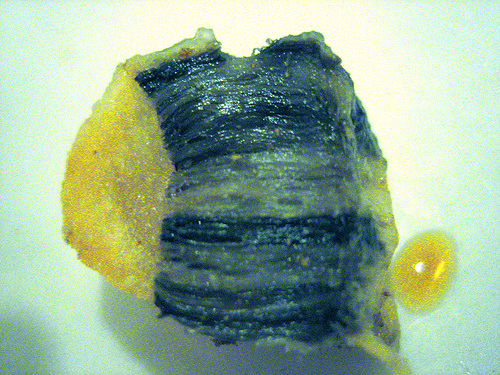
Valspäck

Späck är en typ av fettvävnad som framförallt bildas hos valrossar, valar, sälar och sjökor samt svin. Späck är framförallt valars och sälars skydd, i de iskalla haven isolerar det mot den intensiva kyla som råder där.

## Beskrivning
Späck är det under huden samlade tjocka lagret av fett, som likt underhudsfettet hos andra djur består av en grovmaskig bindväv, vari massor av fettceller är inbäddade. Utom för avrundande av kroppsformerna och till reservnäring har späcket för de i kalla hav levande djuren särskild betydelse för att bevara den inre kroppsvärmen.
Till skillnad från späcket hos de nämnda havsdjuren samt hos svin kallas både kött och fett hos det slaktade svinet fläsk, medan fettet invid njurar, tarmar och revben hos svin kallas ister och fettet hos nötkreatur och får kallas talg. Det sistnämnda är rikare på fasta fettarter än späcket. Fettet hos människa kallas endast skämtsamt för späck, fläsk ("gubb- eller gumfläsk"), ister ("isterhaka", "isterbuk") eller talg ("lägga på njurtalgen", det vill säga fetma, leva för gott).

## Som mat
Späck är för de arktiska ländernas invånare en oumbärlig beståndsdel av födan liksom det har varit material till lyse och värme. Ju kallare klimatet är, där människor lever, i desto högre grad utgörs deras föda av animaliskt fett just från havsdjur. Sälspäck är ett gammalt folkmedel mot kikhosta, lungsot och kroniska bröstsjukdomar. 

## Bearbetning
Av valars och säldjurs späck kokas tran, som har haft stor teknisk användning. Ur sälspäck framställd, renad sältran överensstämmer i mycket med fiskleverolja och har rekommenderats till användning i samma syfte.